# Súper 6 1992
El Súper 6 1992 fue la sexta edición del South Pacific Championship, el torneo de rugby para equipos de Oceanía.
Participaron equipos de Australia, Fiyi y Nueva Zelanda.
El campeón del torneo fueron los australianos de Queensland quienes obtuvieron su primer campeonato.
Fue la última edición de la competencia que en la temporada 1993 sería sustituida por el Súper 10 que además de equipos de Oceanía incorporaba equipos de Sudáfrica.

## Modo de disputa
El torneo se disputó con el sistema de todos contra todos a una serie. Cada partido dura 80 minutos divididos en dos partes de 40 minutos.
Cada participante enfrenta a los cinco restantes, el equipo que consiga más puntos al final de la competición es declarado como campeón.

### Puntuación
Teniendo en cuenta los resultados de los partidos, los puntos se repartieron:
- 4 puntos por victoria.
- 2 puntos por empate.
- 0 puntos por derrota.

También se otorgó punto bonus defensivo:
- 1 punto por derrota por siete o menos tantos.

## Clasificación
| Pos. | Equipo          | Encuentros | Encuentros | Encuentros | Encuentros | Tantos | Tantos | Tantos | PB | PB | Puntos |
| Pos. | Equipo          | PJ         | PG         | PE         | PP         | F      | C      | Dif    | BO | BD | Puntos |
| ---- | --------------- | ---------- | ---------- | ---------- | ---------- | ------ | ------ | ------ | -- | -- | ------ |
| 1.º  | Queensland Reds | 5          | 5          | 0          | 0          | 120    | 58     | +62    | 0  | 0  | 20     |
| 2.º  | Auckland        | 5          | 4          | 0          | 1          | 115    | 49     | +66    | 0  | 0  | 16     |
| 3.º  | New South Wales | 5          | 3          | 0          | 2          | 150    | 99     | +51    | 0  | 1  | 13     |
| 4.º  | Wellington      | 5          | 1          | 0          | 4          | 99     | 132    | -33    | 0  | 0  | 4      |
| 5.º  | Canterbury      | 5          | 1          | 0          | 4          | 72     | 119    | -47    | 0  | 0  | 4      |
| 6.º  | Fiyi            | 5          | 1          | 0          | 4          | 63     | 162    | −99    | 0  | 0  | 4      |

## Campeón
| Bandera de Australia |
| Campeón Queensland   |
| Primer título        |